# Tomb Raider II
Tomb Raider II – komputerowa przygodowa gra akcji wyprodukowana przez Core Design, wydana w 1997 roku przez Eidos Interactive na Windowsa i PlayStation, w późniejszym czasie także na Mac OS-a (1998), iOS-a (2014) i Androida (2015). Druga odsłona serii Tomb Raider, w której archeolog i poszukiwaczka przygód Lara Croft próbuje odnaleźć magiczny Sztylet Xian, którym zainteresowana jest także groźna włoska sekta. Croft przemierza kolejne poziomy, na które składają się pomieszczenia z licznymi zagadkami środowiskowymi i wyzwaniami platformowymi, walcząc także z wrogami; w niektórych obszarach możliwe jest również prowadzenie pojazdów. W 1998 do sprzedaży trafiło zawierające nowe poziomy rozszerzenie Złota maska, w którym Lara trafia na Alaskę w poszukiwaniu tytułowego artefaktu.
Produkcja rozpoczęła się w 1996 roku, tuż po olbrzymim sukcesie części pierwszej, i trwała od pół roku do ośmiu miesięcy, powodując znaczne fizyczne i psychiczne zmęczenie pracowników studia. Toby Gard i Paul Douglas, autorzy pierwszej gry, opuścili Core Design niedługo po rozpoczęciu prac nad Tomb Raider II ze względu na różnice kreatywne pomiędzy nimi a wydawcą, jednak większość zespołu odpowiedzialnego za pierwowzór, w tym kompozytor Nathan McCree, powróciła. Prace nad planowaną pierwotnie wersją na Segę Saturna porzucono ze względu na ograniczenia technologiczne konsoli i podpisanie umowy na wyłączność pomiędzy Eidosem a Sony. Po premierze gra spotkała się z pozytywnym odbiorem ze strony recenzentów, chwalących usprawnioną rozgrywkę i grafikę. Na całym świecie sprzedano blisko siedem milionów egzemplarzy gry. W 1998 doczekała się kontynuacji, Tomb Raider III. W lutym 2024 ukazała się kolekcja Tomb Raider I–III Remastered na konsole ósmej i dziewiątej generacji oraz Windowsa, na którą składają się odświeżone wersje trzech pierwszych części wraz z dodatkami.

## Fabuła
Lara Croft poszukuje Sztyletu Xian, magicznej broni używanej przez cesarza starożytnych Chin do dowodzenia armią. Zgodnie z legendą przebicie sztyletem serca właściciela ma zamienić go w smoka. Croft udaje się wyśledzić artefakt w komnacie ukrytej pod Wielkim Murze Chińskim; po dotarciu na miejsce zostaje zaatakowana przez członka włoskiej sekty Fiamma Nera. Przed śmiercią zdradza on, że jego mistrz, Marco Bartoli, także poszukuje sztyletu. Lara dowiaduje się, że sekta ma kryjówkę w opuszczonej operze w Wenecji. Tam zakrada się do wodosamolotu z Bartolim na pokładzie i podsłuchuje jego rozmowę, wedle której Seraph – przedmiot niezbędny do otwarcia komnaty z artefaktem – zatonął wraz z jego ojcem Giannim, kiedy zbombardowano liniowiec Maria Doria.
Lara zostaje odkryta i pojmana, a następnie uwięziona na platformie wiertniczej nad wrakiem Marii Dorii. Po ucieczce natrafia na mnicha z tybetańskiego klasztoru Barkhang, który przed wiekami pokonał cesarza i ukrył sztylet, a teraz chce powstrzymać Bartolego przed odnalezieniem go. Przywódca sekty zabija mnicha, a Lara ledwie uchodzi z życiem. Nurkuje do wraku, w którym odnajduje Seraph. Na pokładzie samolotu dociera do Barkhangu, atakowanego przez Fiammę Nerę. Używając artefaktu zdobywa klucz do komnaty ze sztyletem, po drodze zabijając strzegące go potwory. Dociera do komnaty, jednak wpada do katakumb pod nią, zanim udaje jej się zabrać sztylet.
Wróciwszy z powrotem widzi, jak Marco dźga się sztyletem i wraz z wyznawcami zostaje przeniesiony przez portal, przez który przechodzi także Lara. Przedzierając się przez magiczną płaszczyznę dociera do przeciwnika, który przemienia się w smoka. Croft udaje się pozbawić stworzenie przytomności i wyciągnąć sztylet, prowadząc do śmierci Bartolego, i ucieka z powrotem do świata rzeczywistego. Magiczny wymiar zaczyna się zapadać, prowadząc do zniszczenia części Muru. W odwecie za śmierć swojego przywódcy członkowie Fiammy Nery przypuszczają szturm na posiadłość Croftów, ale zostają odparci.

## Rozgrywka
Tomb Raider II jest przygodową grą akcji, w której gracz wciela się w archeolog i poszukiwaczkę przygód Larę Croft przemierzającą starożytne ruiny i grobowce w poszukiwaniu prastarych artefaktów. Na grę składają się poziomy rozgrywające się na Wielkim Murze Chińskim, w Wenecji, na platformie wiertniczej, cmentarzysku statków na nieokreślonym oceanie oraz u podnóży Tybetu. Z menu głównego dodatkowo rozegrać można poziom treningowy w posiadłości Croftów, w której rozgrywa się także finał.
Większość rozgrywki i składających się na nią elementów pozostały niezmienione względem pierwszej części. Wydarzenia przedstawione są z perspektywy trzeciej osoby, poziomy zaprojektowano w oparciu o siatkę, a sterowanie postacią i kamerą oparto na schemacie tank controls. Ukończenie poziomów wymaga ich zbadania, rozwiązania zagadek, znalezienia kluczy, poprawnego wykonania sekwencji platformowych oraz unikania pułapek i zagrożeń środowiskowych. Podobnie jak w poprzedniej części Lara może biegać, chodzić (co zapobiega przypadkowemu spadnięciu z krawędzi), przeskakiwać nad rozpadlinami, przesuwać się na półkach skalnych i innych występach, wykonywać przewroty, pływać, skakać do przodu i do tyłu oraz przesuwać kamienne bloki. Nowymi ruchami są brodzenie w płytkiej wodzie, wspinanie się po ścianach, używanie rac do oświetlania ciemnych miejsc, wspinanie się po drabinach i innych nadających się do tego powierzchniach, obracanie się o sto osiemdziesiąt stopni podczas pływania i skakania oraz możliwość prowadzenia pojazdów mechanicznych: motorówki (w Wenecji) i skutera śnieżnego (w Tybecie). W określonych miejscach możliwe jest także skorzystanie z tyrolki, żeby szybko przemieścić się pomiędzy większymi rozpadlinami.
Domyślnie Croft korzysta z dwóch pistoletów z nieograniczoną amunicją, a podczas ich używania nie może wykonywać innych działań poza skakaniem i przewrotami. Wraz z rozwojem fabuły może znaleźć dodatkowe bronie zużywające amunicję: strzelbę, dwa pistolety automatyczne, dwa uzi, karabin M16, wyrzutnię rakiet i wyrzutnię harpunów, używaną podczas walki pod wodą. W niektórych obszarach zamieszkałych możliwe jest strzelenie w okna, żeby odblokować nowe ścieżki. Przemierzając poziomy, Lara znajduje zapasy, takie jak apteczki leczące obrażenia, amunicję czy flary; zapasy może zbierać zarówno z ciał pokonanych wrogów, jak i znajdować w świecie gry. Na każdym poziomie ukryte są trzy znajdźki – srebrne, jadeitowe i złote posążki smoków – a po odnalezieniu wszystkich trzech postać nagradzana jest zapasami bądź bronią. W odróżnieniu od poprzedniej części, w Tomb Raider II stan gry można zapisać w dowolnym momencie bez względu na platformę; po śmierci postać odradza się w ostatnim punkcie zapisu.

## Proces produkcji
Pierwszy Tomb Raider po premierze w 1996 spotkał się z przytłaczająco pozytywnym odbiorem ze strony recenzentów, był także ogromnym sukcesem komercyjnym dla Core Design i Eidos Interactive. Według jednego z raportów kontynuację planowano już na dwa miesiąca przed premierą pierwszej gry, według innych doniesień weszła ona w tamtym czasie w fazę preprodukcji. Projektantka Heather Gibson stwierdziła, że uwzględniwszy nakład pracy, jaki włożono w pierwszą część, perspektywa tworzenia kolejnej tak szybko wydawała się „nie do pomyślenia”. Reżyser Tomb Raider Toby Gard i główny projektant Paul Douglas nie mogli dojść do porozumienia z wydawcą odnośnie do sposobu promowania Lary, nie spodobało im się także narzucenie decyzji o stworzeniu kontynuacji zamiast możliwości wyprodukowania nowej gry, wobec czego opuścili studio, ku rozgoryczeniu Smitha i reszty ekipy, która jednak zrozumiała ich decyzję. Trzeci z oryginalnych twórców, programista Gavin Rummery, nie zgodził się ze stanowiskiem Garda i Douglasa, i pozostał w studiu.
Proces produkcji, trwający od pół roku do ośmiu miesięcy, które pracownicy w późniejszym czasie opisali jako przedłużający się crunch, przyczynił się do ich fizycznego i psychicznego wymęczenia. Rummery okres ten określił jako „szalony”. Poza Rummerym i Gibson w proces produkcji Tomb Raider II zaangażowani byli też inni twórcy pierwowzoru, którzy nie opuścili studia – projektant Neal Boyd, producent Troy Horton, scenarzystka Vicky Arnold i kompozytor Nathan McCree. Żeby gra mogła trafić do sprzedaży w żądanym przez wydawcę terminie do prac nad nią zaangażowano dodatkowe osoby, w tym m.in. odpowiedzialnego za trójwymiarowe przerywniki filmowe Andy'ego Sandhama, przeniesionego z prac nad Fighting Force 2 , oraz animatorzy Stewart Atkinson i Joss Charmet. Za kontrolę jakości odpowiadał sześcioosobowy zespół pracujący nad wychwytywaniem błędów do dnia, w którym gra została przekazana Sony do certyfikacji.
Gra początkowo miała ukazać się na tych samych platformach, co pierwowzór – na PlayStation, komputerach osobistych i Saturnie. Wersja na Saturna wykorzystywać miała kartridż z akceleratorem 3D zaprojektowany na potrzeby Virtua Fighter 3, ale prace nad nim przerwano przed ukończeniem Tomb Raider II. Wersję na platformę Segi oficjalnie porzucono w połowie 1997. Według Adriana Smitha z Core Design powodem były przestarzałe podzespoły konsoli, wymuszające wynajdowanie czasochłonnych sposobów na ich obejście, żeby gra mogła działać na niej poprawnie. Bardziej szczegółowa trójwymiarowa grafika w Tomb Raider II miała przerastać parametry techniczne Saturna, na którym już pierwsza część wypadała gorzej niż na pozostałych platformach. We wrześniu 1997 Eidos podpisał umowę z Sony, na mocy której do 2000 kolejne części serii w wersjach konsolowych miały ukazywać się wyłącznie na PlayStation. Wersja na komputery osobiste powstała od razu z myślą o Windowsie 95, na którego pierwsza część została przeportowana dopiero po pewnym czasie, pierwotnie ukazując się na DOS-ie. Zespół stwierdził, że nie licząc oprawy graficznej, obie wersje różnią się także w innych aspektach; wersja na Windowsa mogła być uruchamiana w wyższych rozdzielczościach, a na PlayStation oferowała „schludne przejścia i inne efekty”.
Atkinson na potrzeby gry zmodyfikował wygląd Lary. Zwiększono liczbę wielokątów, z których składa się postać, nadano jej bardziej realistyczne proporcje oraz zaprojektowano różne stroje, zmieniające się w zależności od poziomu, na którym rozgrywa się akcja. Według szacunków producenta Andrew Thompsona liczba wielokątów postaci została podwojona, a w celu nadania jej bardziej realistycznego wyglądu dodano swobodnie poruszający się warkocz. W ostatniej scenie gry Lara wchodzi pod prysznic, przed ściągnięciem ręcznika burząc czwartą ścianę, patrząc w kierunku gracza i strzelając w kamerę. Scena ta stanowiła odpowiedź studia na niesławną modyfikację Nude Raider do pierwszej części, podobnie jak tajny kod, który według plotek miał prowadzić do rozebrania Lary, a zamiast tego powodował, że wybuchała. Podczas gdy Gard optował za tym, żeby Lara zabijała jak najmniej ludzi, po jego odejściu zwiększono liczbę ludzkich przeciwników, zróżnicowano także zwierzęta i stworzenia nadprzyrodzone. Zmiany te po części podyktowane były narzekaniami graczy odnośnie do pierwszej części, według których było w niej mało walki.
Ze względu na zwiększenie liczby starć z przeciwnikami gra kładzie większy nacisk na akcję, Smith zauważył jednak, że eksploracja, będąca kluczowa w części pierwszej, pozostała ważnym aspektem gry. W odróżnieniu od poprzedniczki w Tomb Raider II znalazło się więcej walk z minibossami, poprawiono także sztuczną inteligencję przeciwników, żeby mogli oni ścigać Larę po platformach. Gra powstała na silniku pierwowzoru, który usprawniono i dodano do niego nowe funkcje, takie jak chociażby brodzenie w płytkiej wodzie. Twórcy przyznali, że wprowadzenie wszystkich usprawnień – tak graficznych, jak i w rozgrywce – było wymagającym zadaniem, ponieważ chciano, żeby grę postrzegano jako samodzielną produkcję, a nie kontynuację. W Tomb Raider II pojawia się także możliwość korzystania z granatów, nad którą pracowano już podczas części pierwszej, ale nie zdążono jej zaimplementować przed premierą.
Na potrzeby gry napisano nowy edytor poziomów przyspieszający ich projektowanie, co pozwalało też na szybsze wykrywanie i naprawianie błędów. Poziomy są bardziej zróżnicowane niż w pierwowzorze, częściej pojawiają się też sekwencje rozgrywające się na zewnątrz. Usprawniono kamerę, żeby zniwelować niewygodne kąty widzenia, które pojawiały się w oryginale. Twórcy opisywali Tomb Raider II jako grę podobnej długości co poprzedniczka, jednak z bardziej zróżnicowanym środowiskiem i usprawnioną rozgrywką. Według Atkinsona to za jego sugestią dodano możliwość prowadzenia pojazdów. Przed premierą twórcy nie zdążyli zaprogramować trzech planowanych funkcji – przeciskania się przez wąskie przestrzenie, bujania się na linie oraz ruchu gimnastycznego „ręka za ręką”, którego zastosowania nie sprecyzowano. Konieczność wydania gry w krótkim terminie żądanym przez wydawcę skutkowała także usunięciem sekwencji jazdy konno i prowadzenia motocyklu. Gra początkowo miała kończyć się walką ze smokiem, twórcy mieli jednak wrażenie, że rozwiązanie to nie sprawdza się dobrze jako finał, dlatego dodano epilog, który ze względu na ograniczenia czasowe umieszczono w posiadłości Croftów, co wyeliminowało konieczność tworzenia nowego poziomu.
Twórcy wprowadzili do gry, wymyśloną przez animatora Jossa Charmeta, niegrywalną postać lokaja Winstona, który podąża za Larą w posiadłości Croftów. By uniemożliwić mężczyźnie chodzenie za protagonistką, można zamknąć go w chłodni.

### Oprawa dźwiękowa
McCree otrzymał więcej czasu na napisanie muzyki niż podczas prac nad częścią pierwszą, był też bardziej bezpośrednio zaangażowany w produkcję, co pozwoliło na skomponowanie dwukrotnie większej liczy utworów i zaplanowanie, w jaki sposób zostaną wykorzystane w grze. Podczas pracy nad Tomb Raider II blisko współpracował z inżynierem dźwięku Mattem Kempem. Utworem, z którego był szczególnie dumny, jest „Venice”, będącym dla niego „ćwiczeniem z pisania muzyki stylizowanej”, mającym przypominać muzykę barokową Antonia Vivaldiego czy Johanna Sebastiana Bacha, jednak podczas pracy na syntezatorach wyzwaniem okazało się wygenerowanie realistycznie brzmiącego dźwięku skrzypiec. Cała ścieżka dźwiękowa powstała w ciągu trzech miesięcy. McCree i Kemp przyznali, że praca nad Tomb Raider II była stresująca, ponieważ mieli świadomość, że pojemność dysku z grą jest ograniczona, co wymagało usuwania utworów i aranżowania ich na nowo niemal do ostatniej chwili. Pierwotnie zespół planował zapisać muzykę w formacie MIDI, ale zrezygnowano z niego ze względu na kiepską jakość dźwięku, jaką oferował.
Shelly Blond zaproponowano powtórzenie roli Lary Croft, ale ze względu na brak dostępnych terminów nie przyjęła jej, pozwalając jednak twórcom na wykorzystanie nagranych na potrzeby pierwszej części efektów dźwiękowych. Głosu bohaterce użyczyła Judith Gibbins, aktorka amatorsko występująca w teatrze, której udział w przesłuchaniu do roli zaproponował jej pracujący w Core Design brat, Martin Gibbins. Jej rolę trzymywano w tajemnicy, co stanowiło część strategii marketingowej Eidosu, który poprzez zatrudnioną modelkę prowadził kampanię mającą upodobnić Larę do naprawdę istniejącej osoby. Dubbing nagrywano w Londynie, a prace nad nim trwały przez kilka miesięcy ze względu na konieczność nagrywania dialogów od nowa wobec częstych zmian w scenariuszu. Gibbins powtórzyła rolę także w Tomb Raider III. Głosu Marco Bartolemu użyczył Massimo Marinoni, najemnikom antagonisty – Simon Greenall, a lokajowi Winstonowi – Nathan McCree, kompozytor ścieżki dźwiękowej.

## Dystrybucja i marketing
Grę zapowiedziano oficjalnie na początku 1997, a w czerwcu podczas targów Electronic Entertainment Expo dziennikarzom zaprezentowano opracowane na podstawie wersji alfa wczesne demo, które następnie wyciekło do Internetu. Na początku października Eidos rozpoczął zakrojoną na szeroką skalę i kosztowną kampanię marketingową, obejmującą reklamy w radiu, prasie i telewizji, współpracę z MTV i Pepsi oraz bezpośrednią kampanię mejlową. Duży nacisk położono na zwiększenie obecności Lary w różnych mediach. Umowa na wyłączność z Sony pozwoliła na zabezpieczenie dodatkowych funduszy na marketing gry, dzięki czemu seria Tomb Raider stała się jedną z ikon pierwszego PlayStation. Ze względu na naglące terminy do Sony wysłano płyty z niegrywalną wersją demonstracyjną, co sprawiło, że Sony „wpadło w furię” i wymusiło na Core Design szybką poprawkę.
Wersje na obie platformy wydano w Europie i Ameryce Północnej 21 listopada 1997; w Japonii wydanie na PlayStation trafiło do sprzedaży 22 stycznia 1998 nakładem Victor Interactive Software. W październiku 1998 w Ameryce Północnej Aspyr wydał opracowany przez Westlake Interactive port na Mac OS-a. W październiku 2011 Tomb Raider II udostępniono na MacOS-ie za pośrednictwem Mac App Store, 7 września 2012 na PlayStation 3 poprzez PlayStation Network, a w 2012 w sklepie GOG.com umożliwiono zakup wersji cyfrowej na komputery osobiste. 3 grudnia 2014 port opracowany i wydany przez Square Enix udostępniono na urządzeniach z iOS-em, a 28 października 2015 na Androidzie. W lutym 2024 wydana została kolekcja Tomb Raider I–III Remastered na PlayStation 4, PlayStation 5, Windowsa, Xboksa One, Xboksa Series X/S i Switcha. Na pakiet składają się trzy pierwsze części serii wraz z dodatkami do nich. Odświeżona wersja poza grafiką wyższej rozdzielczości oferuje także m.in. nowoczesny schemat sterowania, dostosowany do gałek analogowych. Za wydanie remasteru odpowiada Aspyr, które opracowało go we współpracy z Crystal Dynamics.
W 1999 wydano Złotą maskę, cztery nowe poziomy rozgrywające się na Alasce, gdzie Lara poszukuje magicznej maski. W kwietniu 1999 poziomy udostępniono do pobrania z oficjalnej strony internetowej gry, a 30 maja do sprzedaży trafiło wydanie zbiorcze zawierające podstawową wersję gry wraz z rozszerzeniem, zatytułowane Tomb Raider II: The Golden Mask (w Stanach Zjednoczonych Tomb Raider II Gold). Phil Campbell, projektant wszystkich dodatków do pierwszych odsłon serii, zauważył, że zarówno same dodatki, jak i ich fabuły nie są bezpośrednio powiązane z podstawowymi wersjami gier. Złotą maskę pierwotnie otwierać miał przerywnik filmowy wprowadzający w fabułę, a na poziomie „Nightmare in Vegas” Lara miała nosić bardziej kusy strój ze skóry lamparta, jednak pomysł ten oprotestowały Eidos i Core Design jako niepasujący do postaci. Innym odrzuconym pomysłem była w większości czarno-biała scenografia, w której ludzcy przeciwnicy byliby różnymi wersjami Elvisa Presleya. Chociaż dodatkowe poziomy są dostępne w wydaniu na Maca i urządzenia mobilne, to ze względów licencyjnych niektóre pozostałe reedycje nie zawierają zawartości ze Złotej maski.

## Odbiór
Po premierze Tomb Raider II spotkał się z pozytywnym odbiorem ze strony recenzentów. W agregatorze recenzji Metacritic średnia ważona ocena wydania na PlayStation wynosi 85/100 na podstawie trzynastu opinii. Większość recenzujących stwierdziła, że chociaż różnice względem pierwowzoru są stosunkowo niewielkie, to jednak te, które wprowadzono zrealizowano dobrze, co wystarczyło, żeby Tomb Raider II wyróżniał się na tle innych gier. Recenzent czasopisma „Next Generation” uznał, że pomimo przyspieszonego cyklu produkcyjnego i niewielkich różnic w porównaniu do części pierwszej, druga jest od niej lepsza. Jednym z niewielu, który wyraził odmienną opinię, był Glenn Rubenstein z GameSpotu, według którego usprawnienia były kosmetyczne, obie gry są mało oryginalne, a jedynym, co przyczyniło się do ich popularności i wysokiej sprzedaży jest Lara Croft. Adam Douglas z IGN-u wyraził przekonanie, że chociaż gra zapewnia odpowiednią dozę rozrywki, to kontynuacja jest gorsza niż Tomb Raider. Crispin Boyer z „Electronic Gaming Monthly” uznał Tomb Raider II za grę lepszą niż poprzedniczka.
Spośród nowości, jakie wprowadzono w części drugiej, najbardziej chwalone były możliwość prowadzenia pojazdów i wspinania się po ścianach. Wielu recenzentów pozytywnie oceniło także fakt, że Tomb Raider II jest znacznie dłuższy niż poprzednia odsłona. Tim Soete z GameSpotu i recenzent „GamePro” chwalili pułapki, których ominięcie wymaga odpowiednio szybkiego działania, co w ich opinii zwiększało poczucie zagrożenia, ale też zaangażowania. Rubenstein, pomimo negatywnej opinii na temat samej gry, wraz z Douglasem stwierdził, że dodanie większej liczby ludzkich przeciwników było zmianą na lepsze. Znaczna większość recenzentów uznała Tomb Raider II za grę wyjątkowo trudną już od samego początku; recenzent „Next Generation” stwierdził, że twórcy wyraźnie zaprojektowali ją z myślą o osobach, które ukończyły poprzedniczkę. Recenzent „GamePro” uznał ją za grę „dla ekspertów”, sugerując jednak, że niezaznajomieni z serią mogą się jej nauczyć dzięki długiej praktyce i odpowiednich pokładach cierpliwości.
Gorzej niż pozostałe aspekty gry oceniono oprawę graficzną. Rubenstein i Shawn Smith z „Electronic Gaming Monthly” zauważyli, że grafika poziomów jest niedoszlifowana, dodając jednak, że nie ma to aż takiego znaczenia, kiedy są tak rozległe. Soete i „Next Generation” także chwalili wielkość poziomów. Soete zauważył, że Lara jest przesadnie mała w porównaniu do otoczenia, którego proporcje momentami są surrealistyczne. Michael Gowan z Macworld także pochwalił grafikę, dodając, że dzięki umiejętnemu połączeniu różnych elementów gra utrzymuje zaangażowanie graczy przez wiele godzin. „GamePro” wystawiło grze oceny cząstkowe: 4/5 za sterowanie i 5/5 za pozostałe aspekty  (dźwięk, grywalność i grafikę), chwaląc m.in. animację postaci, przerywniki filmowe oraz zręczne wykorzystanie efektów dźwiękowych i muzyki.
Redakcja „Electronic Gaming Monthly” uznała Tomb Raider II za najlepszą przygodową grę 1997 roku, chwaląc przede wszystkim zróżnicowanie wyzwań, jakie stawia przed graczem.

### Sprzedaż
W sierpniu 1998 obie wersje gry otrzymały platynowy certyfikat Verband der Unterhaltungssoftware Deutschland (VUD) za sprzedaż 200 tys. egzemplarzy w Niemczech, Austrii i Szwajcarii. Pomiędzy styczniem a wrześniem 1998 wydanie na komputery osobiste w samych Niemczech sprzedało się w 137 tys. sztuk, będąc trzecią najlepiej sprzedającą się w tym okresie grą na tę platformę, a w skali całego roku Tomb Raider II zajął piąte miejsce. Przez cały cykl życia PlayStation na niemieckim rynku sprzedano ponad 221 tys. kopii, co przełożyło się na trzecią najlepszą grę w historii konsoli. W Wielkiej Brytanii zakończyła ówczesną generację jako druga najpopularniejsza gra na konsolę Sony. W 1999, podczas festiwalu Milia w Cannes, Tomb Raider II otrzymał wyróżnienie za wygenerowanie w poprzednim roku przychodów w wysokości ponad trzydziestu dziewięciu milionów euro w krajach Unii Europejskiej. W 1998 brytyjska organizacja Design Council uznała grę za jeden z „produktów tysiąclecia”. Do 2009 roku na całym świecie sprzedano ponad 6,8 mln egzemplarzy.

## Kontynuacje i wpływ na kulturę
Po premierze Tomb Raider II Core Design chciało, żeby produkcja następnej odsłony trwała dwa lata, co pozwoliłoby na rozwinięcie formuły i wprowadzenie większej liczby nowości. Eidos, chcąc wykorzystać zainteresowanie serią, wymusił na studiu coroczne premiery, wskutek czego kilka osób rozważało opuszczenie Core Design. Żeby zaspokoić oczekiwania obu stron Heath-Smith zatrudnił dodatkowych pracowników – część zespołu pracowała nad częścią trzecią, a część nad czwartą. W 1998 na PlayStation i Windowsa trafił Tomb Raider III, początkowo planowany jako spin-off, ostatecznie przekształcony w pełnoprawną odsłonę serii. Równolegle powstawało także Tomb Raider: The Last Revelation (1999), w którym twórcy – zmęczeni fizycznie i psychicznie tempem narzucanym przez Eidos – postanowili uśmiercić Larę.
W okolicach premiery Tomb Raider II nastąpił szczyt zainteresowania postacią Lary, która pojawiała się m.in. w reklamach i innych mediach, w tym chociażby podczas trasy koncertowej U2 PopMart Tour w 1997. W 1998 roku Paramount Pictures nabył prawa do zekranizowania gier; filmowa adaptacja – Lara Croft: Tomb Raider z Angeliną Jolie w roli tytułowej – trafiła do kin w 2001. Gra doczekała się fanowskiego remake’u na Unreal Enginie, Tomb Raider: The Dagger of Xian, obecnie obejmującego część pierwszego poziomu rozgrywającego się na Wielkim Murze Chińskim.